# Heiligenfenster mit Johannes (Josselin)

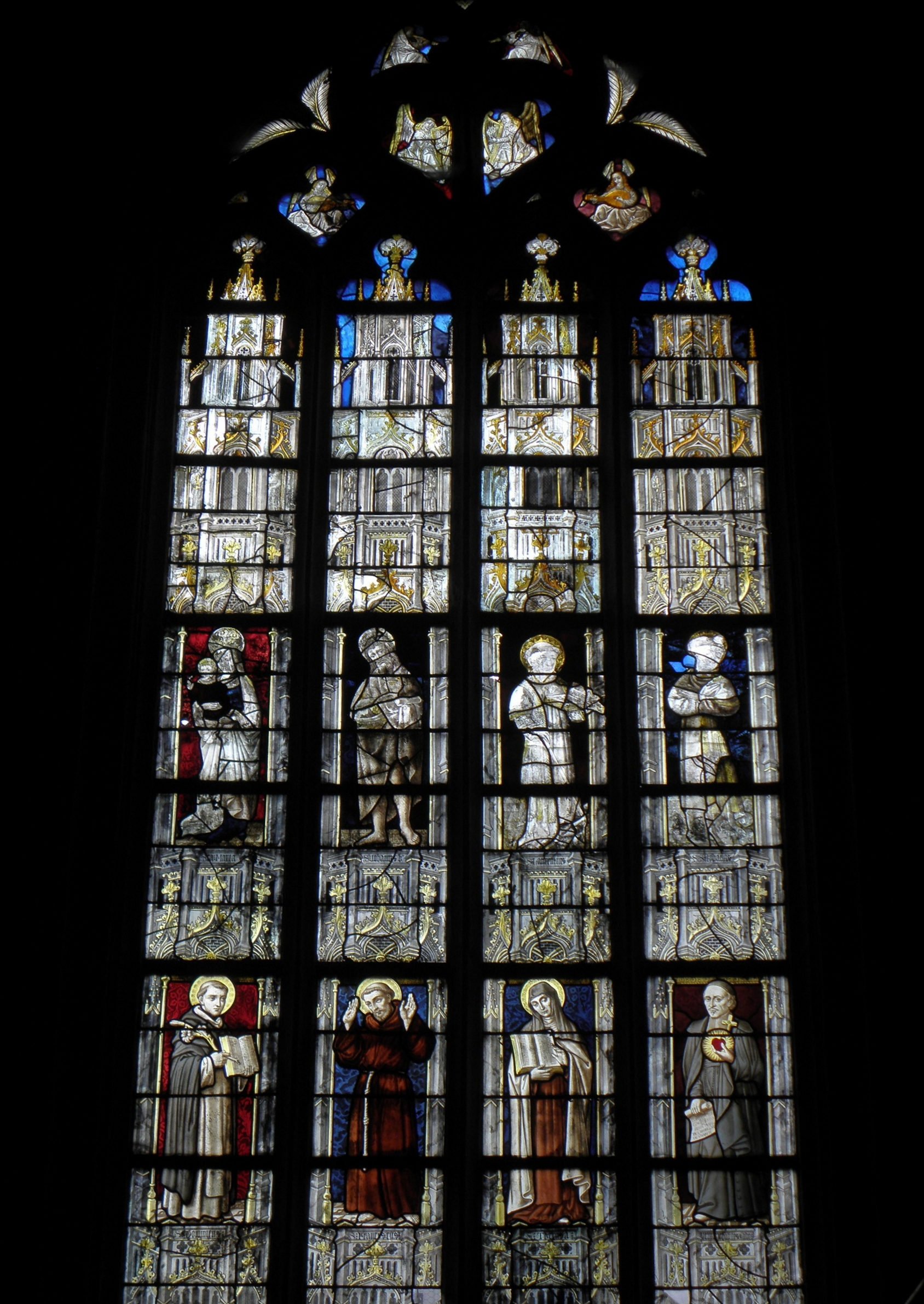
Heiligenfenster mit Johannes in Josselin

Das Heiligenfenster mit Johannes in der katholischen Pfarrkirche Notre-Dame-du-Roncier in Josselin, einer französischen Gemeinde im Département Morbihan in der Region Bretagne, wurde um 1460 geschaffen. Das Bleiglasfenster wurde 1912 als Monument historique in die Liste der Baudenkmäler in Frankreich aufgenommen.
Das Fenster an der Südseite des Kirchenschiffs wurde von einer unbekannten Werkstatt geschaffen. Es zeigt Heilige, ein weit verbreitetes Bildmotiv der christlichen Kunst des Mittelalters und der frühen Neuzeit. Auf der oberen Reihe aus dem 15. Jahrhundert sind dargestellt: Madonna mit Kind, Johannes der Täufer, heiliger Laurentius und heiliger Stephanus. Auf der unteren Reihe aus dem 19. Jahrhundert sind zu sehen: Dominikus, Franz von Assisi, Teresa von Ávila und Johannes Eudes.
Das Fenster wurde in der zweiten Hälfte des 19. Jahrhunderts restauriert und ergänzt von Ferdinand Hucher in der Glasmalereiwerkstatt der Karmelitinnen von Le Mans.
Neben dem Heiligenfenster mit Johannes sind noch zwei weitere Fenster aus der Zeit der Renaissance in der Kirche erhalten (siehe Navigationsleiste).

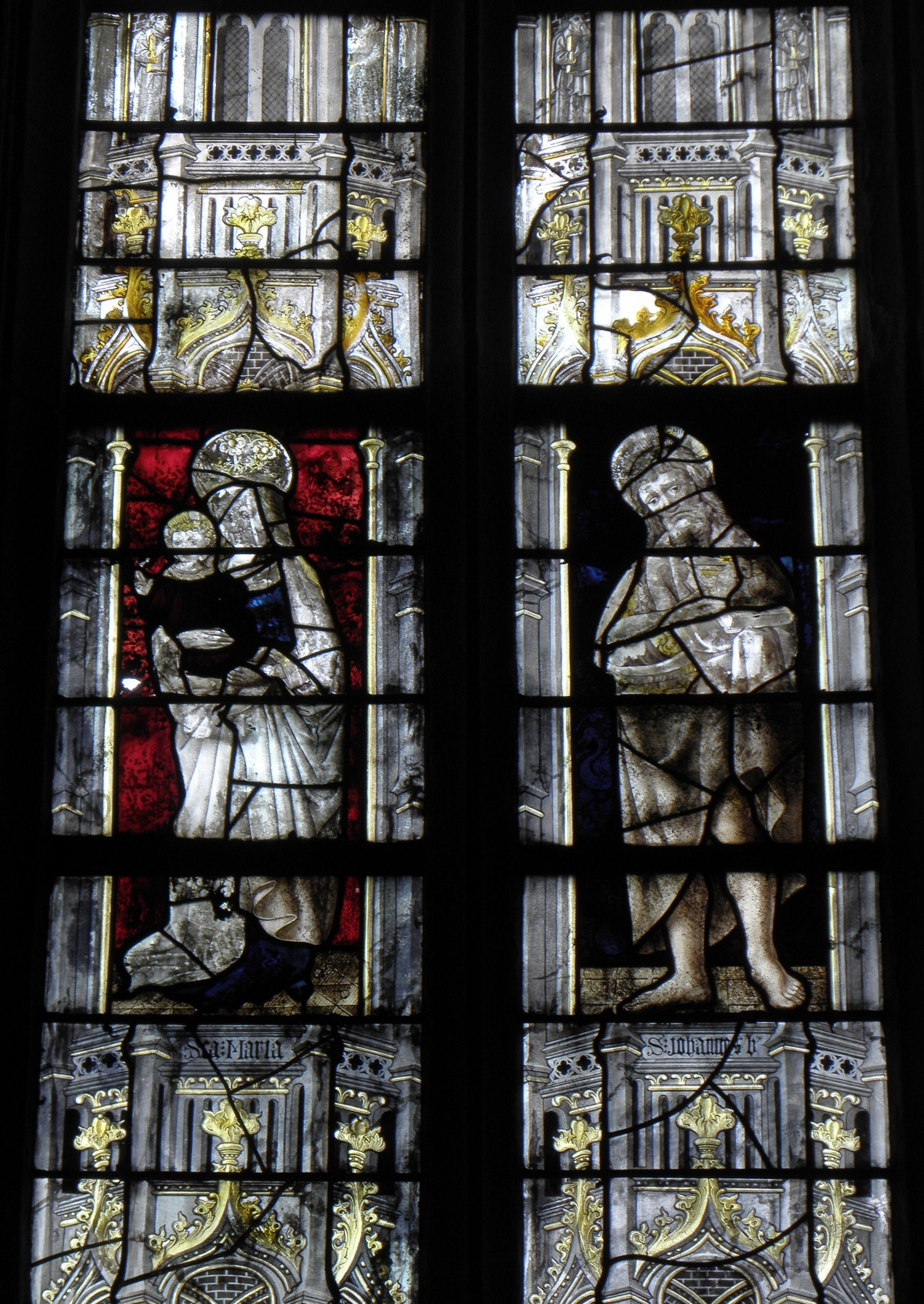
Madonna mit Kind und Johannes der Täufer
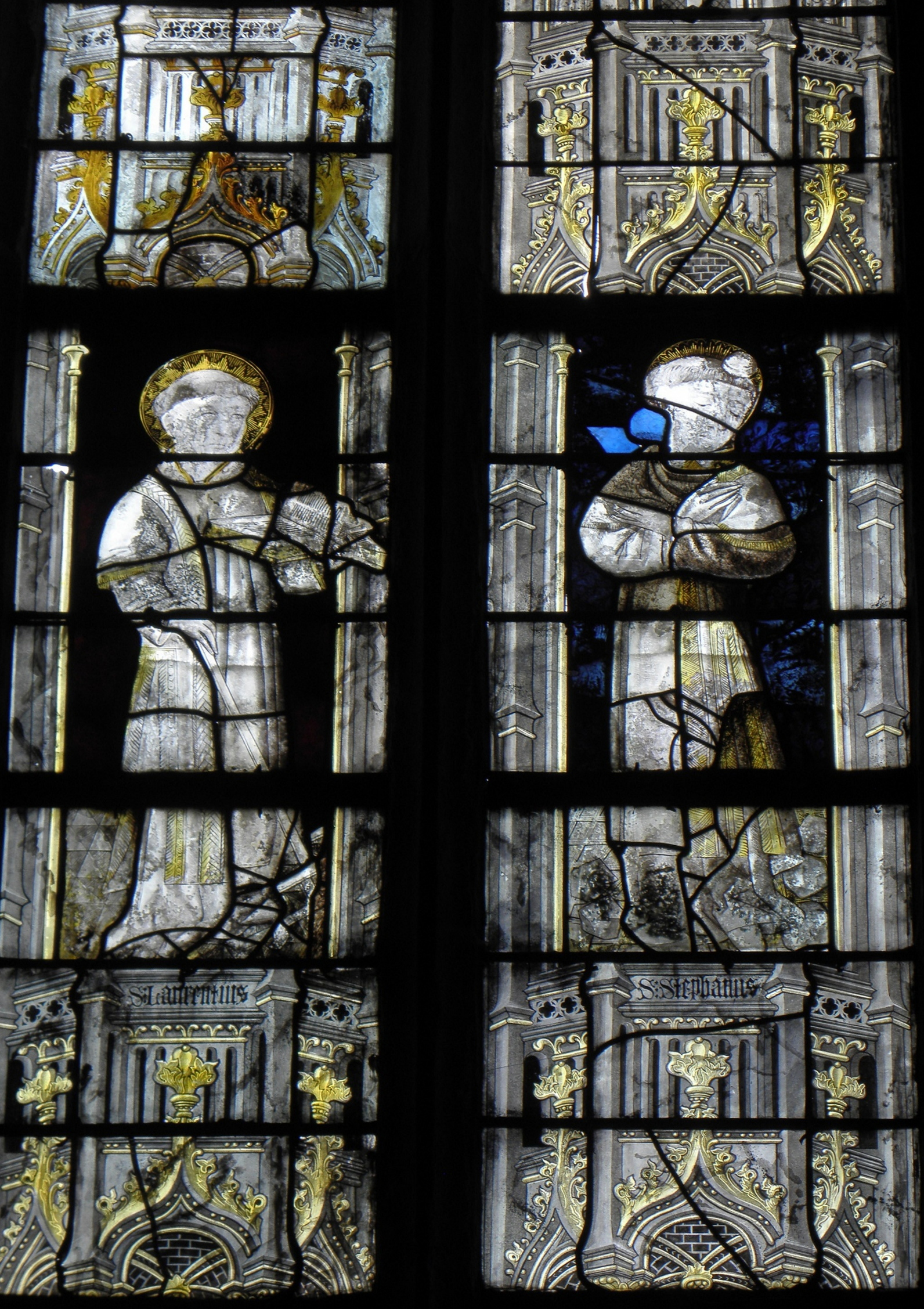
Heiliger Laurentius und heiliger Stephanus
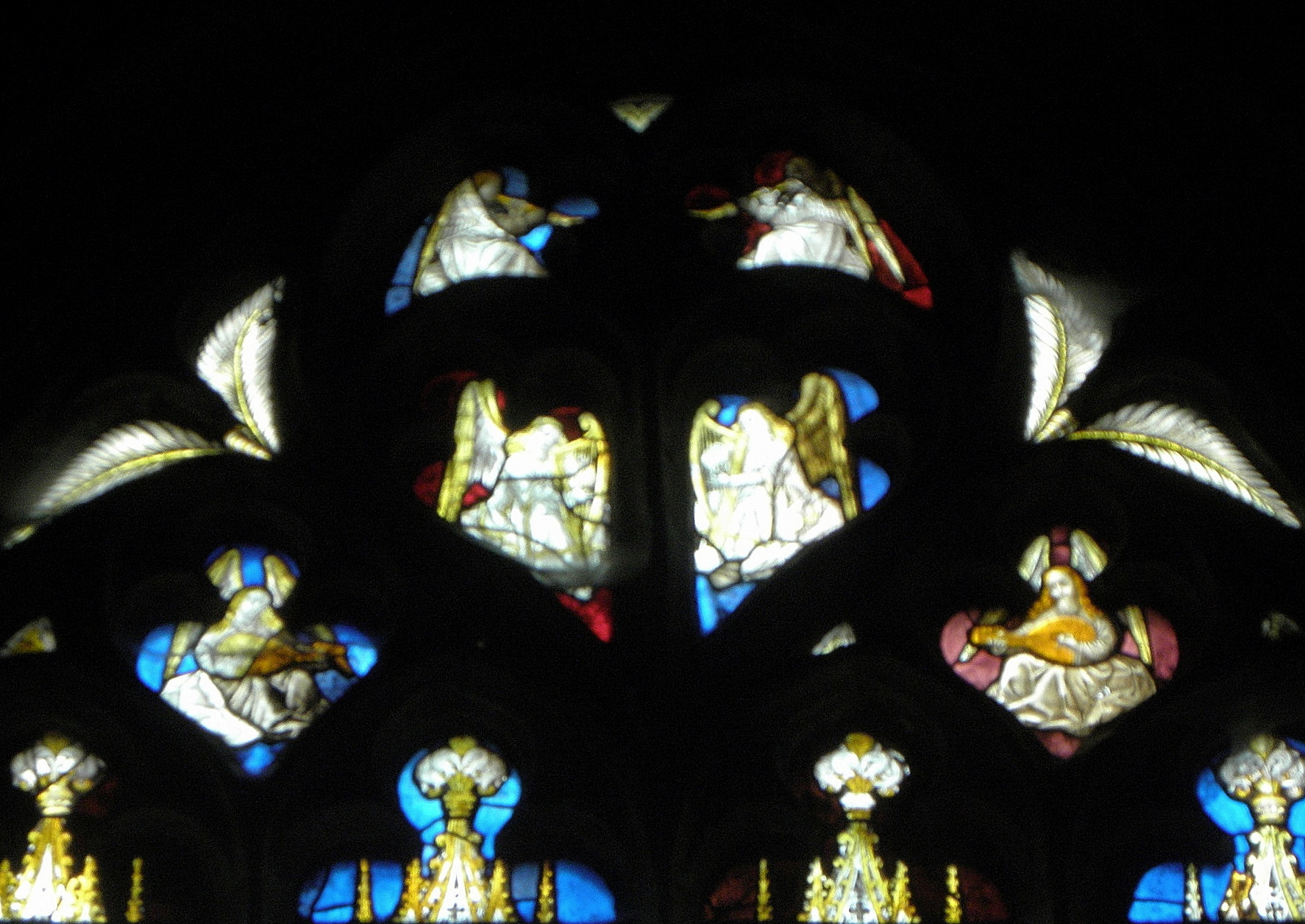
Maßwerk mit musizierenden Engeln